# 阿克頓山
70°58′S 63°42′W / 70.967°S 63.700°W
阿克頓山（英語：Mount Acton），是南極洲的山峰，位於帕爾默地，屬於韋爾奇山脈的一部分，美國地質調查局在1974年繪入地圖，現時由南極條約體系管理。